# Ferruccio Furlanetto
Ferruccio Furlanetto (Sacile, Italia, 16 de mayo de 1949) es un bajo italiano.
Debutó profesionalmente en 1974 en Lonigo. En 1979 debutó en la Scala de Milán, en una producción de Macbeth bajo la dirección de Claudio Abbado. Desde entonces ha triunfado en numerosos papeles, incluyendo Leporello en Don Giovanni, Basilio en Il barbiere di Siviglia, Felipe II en Don Carlos, Figaro en Le nozze di Figaro, Gremin en Eugenio Onegin, Zaccaria en Nabucco, Orest en Elektra, Fiesco en Simon Boccanegra, Borís Godunov, etc.
Ha cantado en los principales teatros de ópera del mundo. Debutó en la Metropolitan Opera en la temporada 1980/81, y ha actuado en la Ópera de París, el Festival de Salzburgo (en 1986 con Figaro, y en 1987 con Leporello, dirigido por Karajan), la Staatsoper de Viena, el Mariinski, el Teatro Colón de Buenos Aires (donde participó en Simon Boccanegra, Don Carlo y Barbiere di Siviglia) , el Teatro Real de Madrid (Fiesco, y Don Quijote), Royal Opera House de Londres, etc.
Como cantante de concierto también es un demandado artista. Tiene en su repertorio la Novena sinfonía de Beethoven, el Stabat mater de Rossini o el Requiem de Verdi. Cantó, bajo la dirección de Karajan, en la Misa de la Coronación, de Mozart, en la Basílica de San Pedro de la Ciudad del Vaticano, en presencia del papa Juan Pablo II. Suele aparecer en este formato en la Scala, la Opera Alemana de Berlín, el Gran Teatro del Liceo, el Musikverein de Viena, o los Proms.
Su discografía y videografía abarcan desde el Leporello con Karajan en el Festival de Salzburgo de 1987, y el Sparafucile de Rigoletto, junto a Pavarotti, con dirección escénica de Jean Pierre Ponnelle en 1982, hasta Don Carlo en la Scala y Simon Boccanegra en el Covent Garden (junto a Plácido Domingo).